# Salacca glabrescens
Salacca glabrescens är en enhjärtbladig växtart som beskrevs av William Griffiths. Salacca glabrescens ingår i släktet Salacca och familjen Arecaceae. Inga underarter finns listade i Catalogue of Life.